# Hieracómpolis
Hieracómpolis (en griego), Nejen (fortaleza en egipcio) o Kom el-Ahmar (montículo rojo en árabe) fue durante el periodo predinástico la capital del Alto Egipto y de ella partió Narmer para lograr la unificación de las Dos Tierras (Egipto). Posteriormente, la capital pasó a Eileithyaspolis (El Kab) y finalmente se convirtió en el centro administrativo del III nomo del Alto Egipto.
| O48 · niwt |

| O48 · niwt |

| \| \| | O47 · n | niwt |
|       |         |      |

|  |

| \| \| | O47 · n | niwt |
|       |         |      |

|  |

Hieracómpolis fue el centro de culto de Horus, dios tutelar de los monarcas de las primeras dinastías, siendo el soberano la manifestación de Horus en la tierra. Horus encarnó la zona fértil del valle del Nilo, y Seth la zona estéril, el desierto.

## Culto a Horus
Nejen fue el centro del culto de una deidad halcón, Horus de Nejen, donde se levantó uno de los templos egipcios más antiguos de esta ciudad. Conservó su importancia como centro de culto para este divino patrón de los reyes mucho después de que el sitio hubiera declinado.
El primer asentamiento en Nejen data de la cultura amratiense predinástica (c. 4400 a. C.) o, quizás, durante la última cultura badariense (c. 5000 a. C.). En su apogeo, desde c. 3400 a. C., Nejen tenía al menos 5.000 y posiblemente hasta 10.000 habitantes. La mayor parte del Alto Egipto luego se unificaría bajo los gobernantes de Abidos durante el período Naqada III (3200–3000 a. C.), a expensas de las ciudades rivales, especialmente Nejen (Hieracómpolis). Los conflictos que llevaron a la supremacía de Abidos pueden aparecer en numerosos relieves del período Naqada II, como el cuchillo de Gebel el-Arak o el friso de la Tumba 100 de Nejen.

## Hieracómpolis y los antecedentes de la civilización egipcia
Surgen los primeros núcleos proto-estatales en el valle del Nilo en: Hieracómpolis, Nagada y Abidos (Nagada II c-d, 3400-3200 a. C.) En la zona de Hieracómpolis han sido encontrados los antecedentes de los templos primitivos, que imitaban las humildes chozas de los habitantes del valle del Nilo. La Paleta de Narmer muestra ya jeroglíficos, aunque los primeros textos conocidos, escritos con jeroglíficos, se grabaron en Abidos.

## Tumba pintada egipcia más antigua
|  |

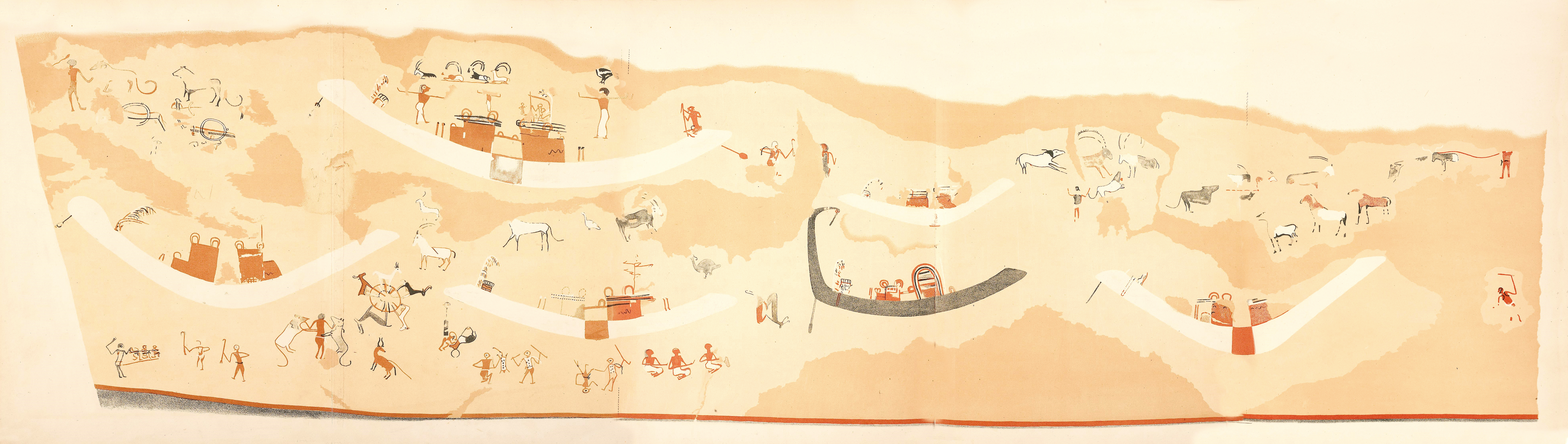
Antiguas pinturas de la tumba 100 de Nejen con barcas, bastones, diosas y animales, posiblemente el ejemplo más antiguo de un mural de una tumba egipcia.

La tumba egipcia con pintura parietal sobre yeso más antigua conocida se descubrió en Hieracómpolis. Presumiblemente se representaban escenas religiosas que incluirían imágenes que aparecerán repetidamente en la cultura egipcia durante tres mil años, como un cortejo funerario de barcas, posiblemente, una diosa de pie, entre dos leonas, una rueda con diversos cuadrúpedos de cuernos, varios ejemplos de personajes que llegaron a estar asociados con la deidad de la primera cultura ganadera y uno de ellos ayudado por una diosa de grandes pechos, asnos o cebras, cabras, avestruces, leonas, impalas, gacelas, y ganado. Se piensa que fueron decoradas durante el período predinástico del sur de Egipto.

## Zoo más antiguo conocido
La más antigua colección zoológica conocida fue descubierta durante las excavaciones de 2009 de un parque zoológico que data de c. 3500 a. C. Los animales exóticos incluían hipopótamos, antílopes, elefantes, babuinos y gatos monteses.

## Última actividad
Hay algunas tumbas en Heracómpolis que datan del Imperio Medio, Segundo Período Intermedio e Imperio Nuevo. En la tumba de Horemjaef se encontró una inscripción biográfica del viaje de Horemjaef a la capital de Egipto.

## Restos arqueológicos

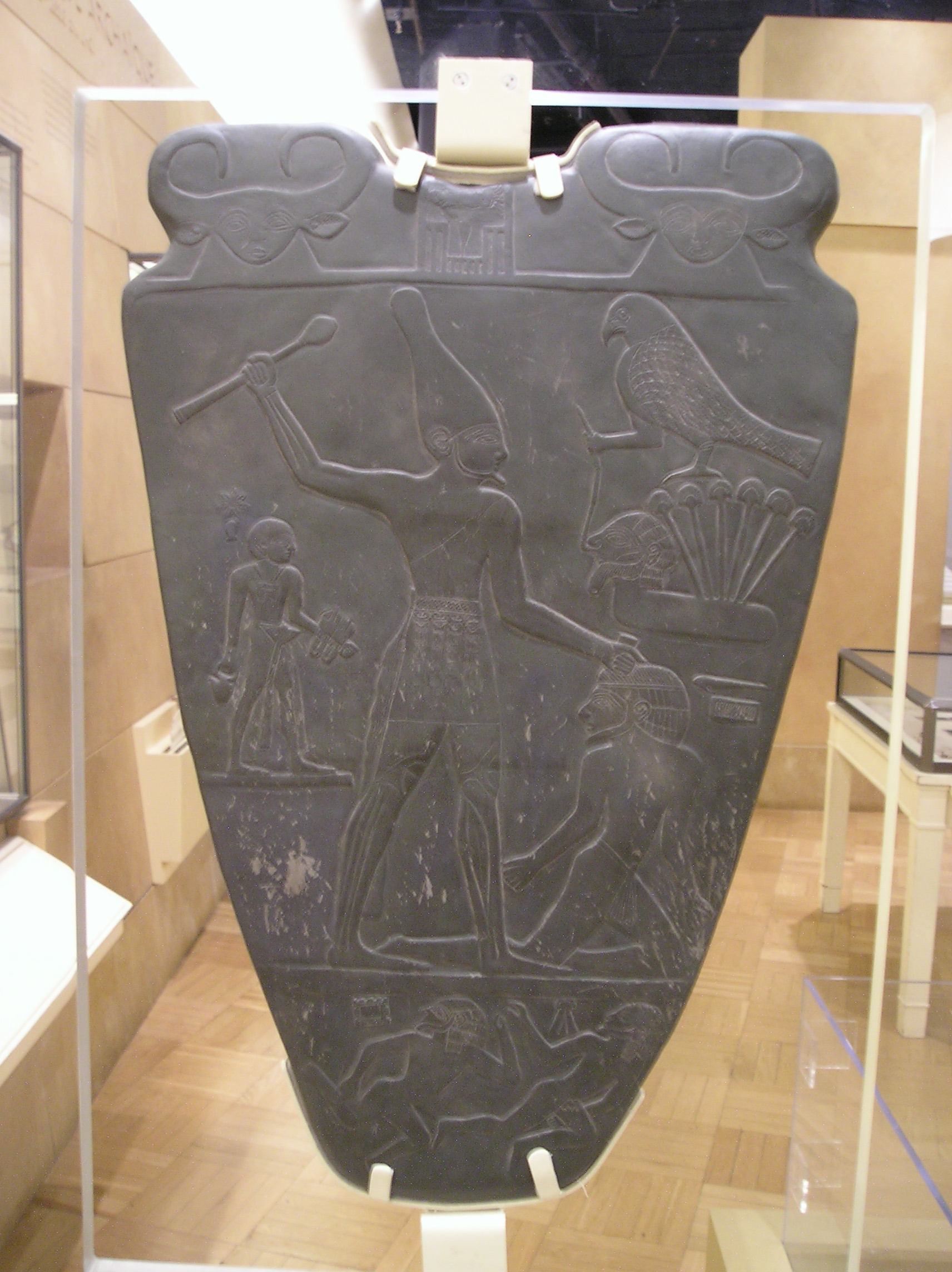
Paleta de Narmer. Reproducción del Museo Real de Ontario (Canadá).

Los más importantes restos arqueológicos de Hieracómpolis son:
- La Tumba 100, del periodo Gerzeense, famosa por su pintura mural, descubierta a finales del siglo XIX, ahora destruida, en la que se representan escenas de navegación, caza y lucha.

- El imponente recinto de Jasejemuy.

- El templo de Horus en Hieracómpolis, donde fue depositada una enorme cantidad de exvotos, incluidas las famosas mazas reales decoradas con motivos históricos, de las que sólo se conocen las cinco aquí halladas.

En el Depósito principal, Quibell y Green (1898) encontraron:
- La maza de Horus Escorpión, que parece representar la victoria del monarca sobre el Bajo Egipto.
- La Paleta de Narmer, que según Gardiner simboliza la unión del doble país y conmemora la victoria contra sus enemigos del Delta.
- Dos estatuas sedentes de Jasejemuy, que reinó hacia 2686 a. C., con inscripciones que registran su triunfo sobre el Bajo Egipto y que se consideran las primeras donde se identifica el nombre de un rey.

Entre los restos de los edificios de Hieracómpolis se han encontrado objetos de todos los periodos, tales como una cabeza de halcón, de oro y obsidiana, de la dinastía VI que representa a Horus, depositada en el Museo Egipcio de El Cairo.

### Necrópolis de Kom el-Ahmar
La necrópolis de Kom el-Ahmar está situada a más de 600 kilómetros al sur de El Cairo y a unos 16 al sur de Luxor, a medio camino entre Edfú y Esna. Se denomina necrópolis 6 o HK6 (de Hieracòmpolis), y contiene varias áreas de entierro de varias épocas, todas de finales de la prehistoria egipcia y el inicio de la civilización del Antiguo Egipto.
La necrópolis predinástica, denominada "cementerio de la élite" por los arqueólogos, se extiende a lo largo de varios kilómetros y fue descubierta en el 2005 al lado del desierto. Se trata de uno de los complejos funerarios más antiguos que se ha encontrado en Egipto, y podría tener más de 5000 años. En el yacimiento se han encontrado los restos de siete personas, cuatro de las cuales podrían haber sido sacrificadas. Se cree que el complejo pertenecía a uno o más gobernantes de Nejen que vivió hacia el 3700 a. C. cuando Nejen era la ciudad más grande de la orilla del Nilo. El yacimiento contiene una de las muestras de momificación más antiguas, también se encontraron unas máscaras funerarias hechas de arcilla y animales enterrados cómo si se tratara de humanos. También se han encontrado restos de estatuas y otros objetos que podrían formar parte de los ajuares funerarios de esta élite predinástica.
La zona se empezó a excavar sistemáticamente en 2000, bajo las órdenes de Barbara Adams, quién murió prematuramente en 2002. A pesar de que Mike Hoffman ya lo había explorado durante los años 80 (siglo XX), no descubrió la zona donde se encuentran las tumbas más antiguas, sino unas algo más modernas (del 3200 al 3000 a. C. aproximadamente).
En julio de 2014, un equipo de arqueólogos italo-egipcio comunicó el descubrimiento en el área de Kom el-Ahmar, de las ruinas de una ciudad grecorromana, cuya construcción se remonta al Periodo tardío de Egipto. El hallazgo se produjo mediante exploración magnética, que reveló la existencia de edificaciones prototípicas del período helenístico y romano, en un horquilla temporal de 8 siglos: del IV a. C. al IV. El yacimiento arqueológico se encuentra al noreste de El Cairo, en la provincia de Al Bahari, a unos 25 km del Rashid, un afluente del Nilo.